# 山口容子
山口 容子（やまぐち ようこ、1960年4月24日 - ）は、日本のフリーアナウンサーで、元テレビ朝日アナウンサー。本名は杉垣 容子（すぎがき ようこ）。新潟県五泉市出身。趣味特技は書道、珠算。所属事務所は大漁企画七福神。

## 来歴
慶應義塾大学文学部社会・心理・教育学科人間科学専攻卒業。大学在学中から『ウルトラアイ』（NHK）のアシスタント、ラジオのレポーターなどで活躍した。大学卒業後の1984年、テレビ朝日アナウンス部に入社。報道からバラエティーまで幅広く仕事をこなした。この間に結婚し、1989年に長男を出産後に復職するが1991年に退社。それから4年間は夫の赴任に伴い香港へ移り住み、1995年の帰国後からフリーで活動を再開し、テレビ朝日アスクアナウンススクールの講師も務め、現在に至る。

## 出演番組
代表で務めた報道番組
| 期間       | 期間      | 番組名                | 役職                     |
| ---------- | --------- | --------------------- | ------------------------ |
| 1984年10月 | 1985年9月 | おはようテレビ朝日    | 司会                     |
| 1985年10月 | 1987年9月 | ANNニュースレーダー   | 週末メインキャスター     |
| 1987年10月 | 1989年3月 | ANNニュースライナー   | 平日担当キャスター       |
| 1988年4月  | 1989年9月 | ANNニュースフレッシュ | 平日担当キャスター       |
| 1988年4月  | 1989年9月 | おはよう!CNN          | 平日レギュラーキャスター |

その他
- ANNニュース
- ニュースステーション（レポーター）
- タイムショック（アシスタント）
- 速報!! 記者会見（朝日ニュースター）

## 同期入社
- 藤井暁
- 田畑祐一
- 佐藤仁美
- 平城隆司（現・静岡朝日テレビ代表取締役社長、大学の同級生）